# Río Pucón
Río Pucón är ett vattendrag i Chile.   Det ligger i regionen Región de la Araucanía, i den södra delen av landet, 700 km söder om huvudstaden Santiago de Chile. Río Pucón ligger vid sjön Lago Villarrica.
I omgivningen kring Río Pucón växer i huvudsak blandskog. Området är glesbefolkat, med 15 invånare per kvadratkilometer.